# Ильинский (Егорлыкский район)
Ильи́нский — хутор в Егорлыкском районе Ростовской области.
Входит в состав Ильинского сельского поселения.

## География
Хутор находится на берегу реки Егорлычёк (бассейн реки Ея).

## Население
| 1989 | 2002 | 2010 |
| ---- | ---- | ---- |
| 402  | ↗527 | ↘481 |

## Улицы
- ул. Медовая,
- ул. Парковая,
- ул. Северная.